# Studios Disney de 1950 à 1973
Vous lisez un « article de qualité » labellisé en 2014.  Il fait partie d'un « thème de qualité ».
Pour un article plus général, voir Walt Disney Pictures.
Début dans la télévision et les films,
Décès de Walt Disney
Studios Disney de 1941 à 1950 Studios Disney de 1973 à 1988
L'histoire des Studios Disney de 1950 à 1973 est marquée par le retour de la production des longs métrages d'animation semblables à ceux du « Premier Âge d'Or » (1937-1941), avec en premier lieu Cendrillon (1950), et par une importante diversification des productions du studio. Celui-ci s'engage dans les films en prises de vues réelles, avec acteurs, mais aussi dans la production d'émissions et séries télévisuelles. En dehors de l'activité de studio, l'entreprise entame aussi la construction d'un premier parc à thèmes en Californie au début des années 1950, Disneyland, puis un second en Floride à la fin des années 1960, le complexe de Walt Disney World Resort.
La période pourrait s'achever brutalement avec la mort de Walt Disney en 1966. Elle se prolonge toutefois jusqu'en 1973, date de sortie du dernier long métrage initié par le fondateur du studio. Du côté des courts métrages, la plupart des séries phares du studio sont arrêtées officiellement en 1956, mais quelques-unes continuent au plus tard jusqu'en 1961, sauf les productions de division éducative Walt Disney Educational Productions. Le film d'animation Les Aventures de Winnie l'ourson, sorti en 1977, est souvent associé à cette période en raison de son succès mais, comme c'est en réalité une compilation de trois moyens métrages produits en 1966, 1968 et 1974, il est préférable de le dissocier de la période.

## Historique

### Années 1950: diversification
Les années 1950 marquent le retour du studio à la production de longs métrages d'animation avec Cendrillon (1950), mais aussi l'apparition de programmes télévisés Disney, comme des émissions de divertissements regroupant des séries en prises de vues réelles, des activités pour enfants et des (re)diffusions de courts métrages. Richard Schickel écrit que Bambi (1942) marquait la fin d'une période consacrée exclusivement à l'animation et qu'avec Cendrillon, il en commence une nouvelle, dans laquelle l'animation n'est qu'un des éléments de la production du studio. Leonard Maltin précise qu'au début des années 1950, Walt Disney ne s'intéresse plus uniquement à l'animation et encourage ses équipes sur des projets indépendants, principalement dans les films en prises de vues réelles. Le processus de diversification des productions du studio est la conséquence de nombreux éléments, d'abord une modification des centres d'intérêt de Walt Disney, mais aussi de différentes raisons, qu'elles soient technologiques, comme l'apparition de la télévision ou le CinemaScope mais aussi financières, comme les productions des longs métrages en prises de vues réelles et les séries télévisées pour financer un parc d'attractions.

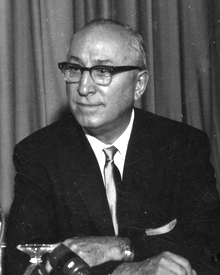
Roy O. Disney, acteur de la diversification du studio.

Dans les années 1950, la société Disney est devenue bien plus que le petit studio d'animation des années 1920 et dans son histoire octobre 1949 marque un tournant pour au moins deux raisons. Le 1er octobre 1949, Walt Disney fonde la Walt Disney Music Company affiliée à l'ASCAP afin de ne plus partager avec les maisons de disques les droits musicaux dont ceux de Cendrillon. Le 27 octobre 1949, la mort de Kay Kamen dans un accident d'avion pousse Walt Disney à créer une division interne pour gérer les licences de ses produits dérivés, sous la responsabilité d'Oliver B. Johnston assisté de Jimmy Johnson. Dès 1950, Roy Oliver Disney le frère de Walt, réforme la division des produits dérivés en dissociant d'un côté les produits des personnages, nommant cette branche Character Merchandising, et de l'autre l'édition, nommée Publications. Cette dernière dirigée par Jimmy Johnson regroupe la production de bandes dessinées (future Disney Publishing) et les productions musicales (future Disney Records),,.
Steven Watts indique que la conjonction entre la sortie des longs métrages d'animation et la promotion de jouets et vêtements associés est devenue une tradition chez Disney durant la décennie de Cendrillon et La Belle au bois dormant, tradition toujours en vigueur. Les autres productions du studio profitent elles aussi de produits dérivés comme Zorro, le Mickey Mouse Club et Disneyland.

#### Diversification d'abord chez Walt Disney
Michael Barrier rappelle que les priorités de Walt Disney ont changé peu ou prou avec la production du film Cendrillon. Robin Allan note que la présence de Disney aux réunions de production se fait rare alors qu'il apparaît de plus en plus en public. Mais ce phénomène n'est pas récent. En 1934, après le départ de Burton Gillett, Ben Sharpsteen est nommé producteur sur la plupart des longs métrages, et Steven Watts lui attribue une part importante dans les différents projets d'évolution des productions du studio des années 1940 et surtout des années 1950. Walt prend de plus en plus de distance avec la supervision rapprochée de la production comme il avait coutume de le faire durant les premiers longs métrages d'animation. Au début des années 1950, il continue d'assister aux réunions de scénario, aux projections tests et aux choix des acteurs prêtant leur voix aux personnages animés, mais délègue les autres étapes de la production.
Ainsi Walt s'accorde plus de temps pour lui-même, se consacrant à des hobbies, et pour sa famille ; avec par exemple un voyage de treize semaines en Europe en 1949. Le médecin de famille des Disney conseille à Walt, dès 1946, de se trouver un passe-temps, ce qui le pousse à s'intéresser aux modèles réduits tel que la confection de trains miniatures,. Le voyage en Europe de 1949 est ainsi agrémenté de visites dans des boutiques de miniatures, visites aussi effectuées à New York ou en Nouvelle-Angleterre. Neal Gabler indique que Walt laisse aux trois équipes de productions dirigées respectivement par Clyde Geronimi, Wilfred Jackson et Hamilton Luske, le soin de finaliser Cendrillon. La communication entre Disney et les trois réalisateurs de Cendrillon s'est transformée de réunions régulières en un échange de mémorandums.
L'équipe des Neuf Sages de Disney et Norman Ferguson confirment avoir eu des problèmes avec les absences de Walt Disney lors de la production de Cendrillon (cf. Walt Disney engagé dans d'autres projets) et aussi d’Alice au pays des merveilles (1951). Walt Disney s'éloigne petit à petit de l'animation, il participe encore aux réunions de travail des longs métrages jusqu'à celles du film Les 101 Dalmatiens (1961) mais à partir de 1952 et la production de La Belle et le Clochard (1955) il est, d'après Marc Davis, « difficile de l'avoir sous la main. »
Une des raisons de cette distance avec l'animation est que Walt Disney s'investit dans les films en prises de vues réelles comme L'Île au trésor (1950). Pour Barrier, Walt adopte de plus en plus l'image traditionnelle du producteur de films. La production de L'Île au trésor est le résultat de deux phénomènes. Le premier phénomène est la production depuis 1941 de films comportant de plus en plus de scènes en prises de vues réelles (cf. Les Studios Disney de 1941 à 1950 - Les premiers films Disney avec acteur). Le second phénomène est purement financier : depuis la Seconde Guerre mondiale, la société Disney possède des actifs qu'elle ne peut convertir en dollars et rapatrier aux États-Unis estimés en 1948 à 8,5 millions d'USD. Le studio lance donc des productions en Europe.
En dehors de l'activité du studio, un autre sujet accapare Walt Disney. Pour de nombreux auteurs, la genèse du parc Disneyland remonte à la période de la fin des années 1940 avec à la fois le Carolwood Pacific Railroad achevé fin 1950, au film Danny, le petit mouton noir et au fait que Walt passe ses jours de repos à regarder ses filles jouer dans un parc. Le projet de parc à thème germe petit à petit dans son esprit jusqu'en décembre 1952, année où il lance un véritable développement en créant une société dans ce but, WED Enterprises. Pour Allan, le succès de Cendrillon a donné à Walt Disney assez de confiance pour se lancer dans ce projet de parc de loisirs.

#### Retour aux longs métrages d'animation
Pour l'animation, les racines de cette période remontent à la fin des années 1930, durant le premier Âge d'or du studio. À la fin des années 1930, le studio Disney se lance sur de nombreux projets. Les trois principales productions entamées sont Cendrillon (1950), Alice au pays des merveilles (1951) et Peter Pan (1953). Mais de nombreux éléments liés, entre autres, à la Seconde Guerre mondiale ont forcé le studio à repousser ces projets et à modifier sa production durant la décennie des années 1940. Ben Sharpsteen influence les productions du studio en produisant des courts métrages éducatifs, la série True-Life Adventures, Cendrillon et Alice au pays des merveilles. Pour beaucoup, il était juste au-dessous de Walt dans la hiérarchie du studio. Durant les années 1950, le studio poursuit l'adaptation de contes pour enfants en longs métrages d'animation.
D'après Barrier, la seule sortie au cinéma de Cendrillon a généré 7,8 millions d'USD, répartis entre RKO et Disney, soit 4 millions d'USD de revenus pour Disney, d'après Maltin. Gabler évoque la somme de 7,9 millions d'USD sans répartition. Les profits du film, en additionnant les revenus records des ventes, de la musique du film, des publications et d'autres produits dérivés ont fait gagner à Disney assez d'argent pour financer une partie de sa production de films (animations et prises de vues réelles), pour établir sa propre compagnie de distribution, entrer dans la production télévisuelle et commencer à construire le parc Disneyland à Anaheim (Californie).
D'autres longs métrages d'animation sont entamés comme La Belle et le Clochard (1955) et La Belle au bois dormant (1959).

#### La télévision, support de promotion

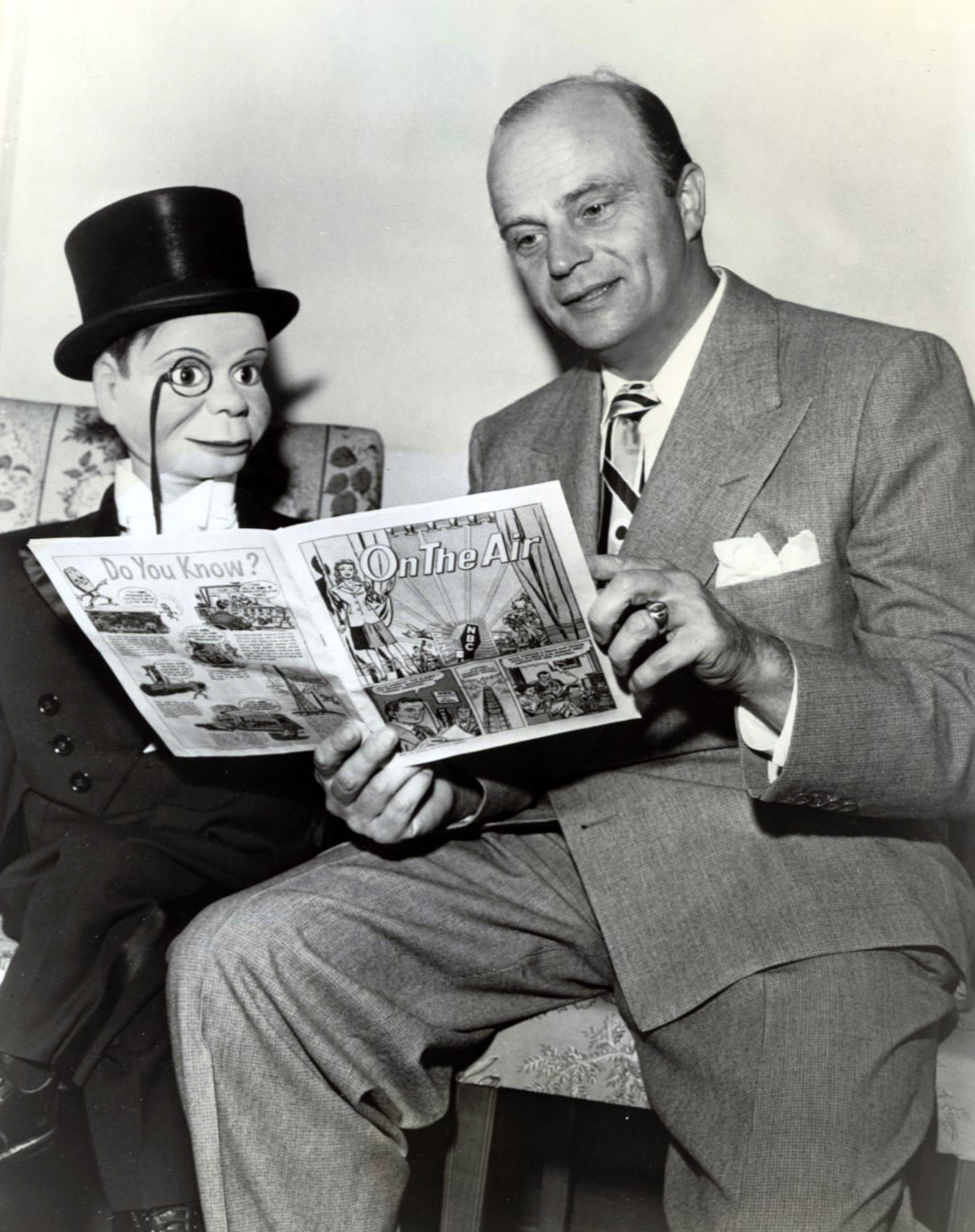
Edgar Bergen et Charlie McCarthy.

La première connexion entre Disney et la télévision remonte à la fin de l'année 1944, quand RCA, propriétaire du tout jeune réseau NBC, demande à Disney de concevoir un film promotionnel pour ce nouveau média, intitulé The World in Your Living Room, jamais achevé. La collaboration a permis à l'équipe de Disney d'appréhender le milieu de la production télévisuelle. En 1948, Disney demande au cabinet d'étude C. J. Laroche de produire un rapport sur les avantages, risques et efforts à fournir pour que le studio entre dans le monde de la télévision. En mars 1950, Walt Disney envisage la production de ses propres émissions de télévision, une simple diffusion des courts métrages d'animation, idée proposée à son frère Roy. Le rapport, intitulé Television for Walt Disney Productions, est rendu en septembre 1950. En novembre 1950, le studio annonce officiellement qu'il va produire pour la télévision mais, selon les conseils du cabinet, de manière progressive. En parallèle, la population américaine s'équipe en téléviseur, passant de 6 000 postes en 1946 à 6 millions d'appareils en 1950.
Répondant à une demande de NBC, Disney produit une émission télévisée spéciale pour Noël 1950 nommée One Hour in Wonderland, qui reprend le principe de Mickey et le Haricot magique de Coquin de printemps (1947). Elle est présentée par Edgar Bergen et ses marionnettes Mortimer Snerd et Charlie McCarthy. Elle se présente comme une fête aux studios Disney durant laquelle les enfants découvrent des extraits de Blanche-Neige et les Sept Nains, Mélodie du Sud, quelques courts métrages de Donald Duck, Pluto et Mickey Mouse, un morceau de jazz interprété par le groupe d'animateurs Firehouse Five Plus Two et une « mise en bouche » de 5 minutes d’Alice au pays des merveilles. Les extraits d’Alice contiennent quelques séquences d'animation et des enregistrements de Kathryn Beaumont jouant Alice. L'émission, commanditée par la Coca-Cola Company, a coûté 125 000 d'USD, dont 100 000 d'USDpayés exclusivement par Coca-Cola selon Neal Gabler.
Selon un commentateur, le fait d'avoir annoncé à la télévision la sortie du film avec des extraits aurait généré à lui seul un million des revenus en salles du film, sur 4,2 millions de dollars pour l'année 1938. La télévision devient un « point de vente » pour Disney. C'est le début de ce qui est désormais appelé la « machine commerciale Disney », qui produit de nombreuses publicités telles qu'une page pseudo-informative dans le Life Magazine du 22 janvier 1951. Le studio produit ainsi une émission spéciale pour promouvoir Peter Pan. L'émission, nommée The Walt Disney Christmas Show, est diffusée le 25 décembre 1951. Cette émission, produite pour un budget alors record de 250 000 d'USD, a aussi servi à promouvoir la ressortie de Blanche-Neige et les Sept Nains (1937). Alice au pays des merveilles n'obtient pas le succès escompté et provoque un million de dollars américains de perte, réduisant d'autant les profits de Cendrillon. Avec Alice aux Pays des Merveilles puis Peter Pan, Walt Disney découvre que les critiques sont plus vives quand l'histoire provient d'une seule source littéraire connue. Toutefois avec ses émissions spéciales, le studio s'est créé le noyau d'un service spécialisé dans la production télévisuelle.

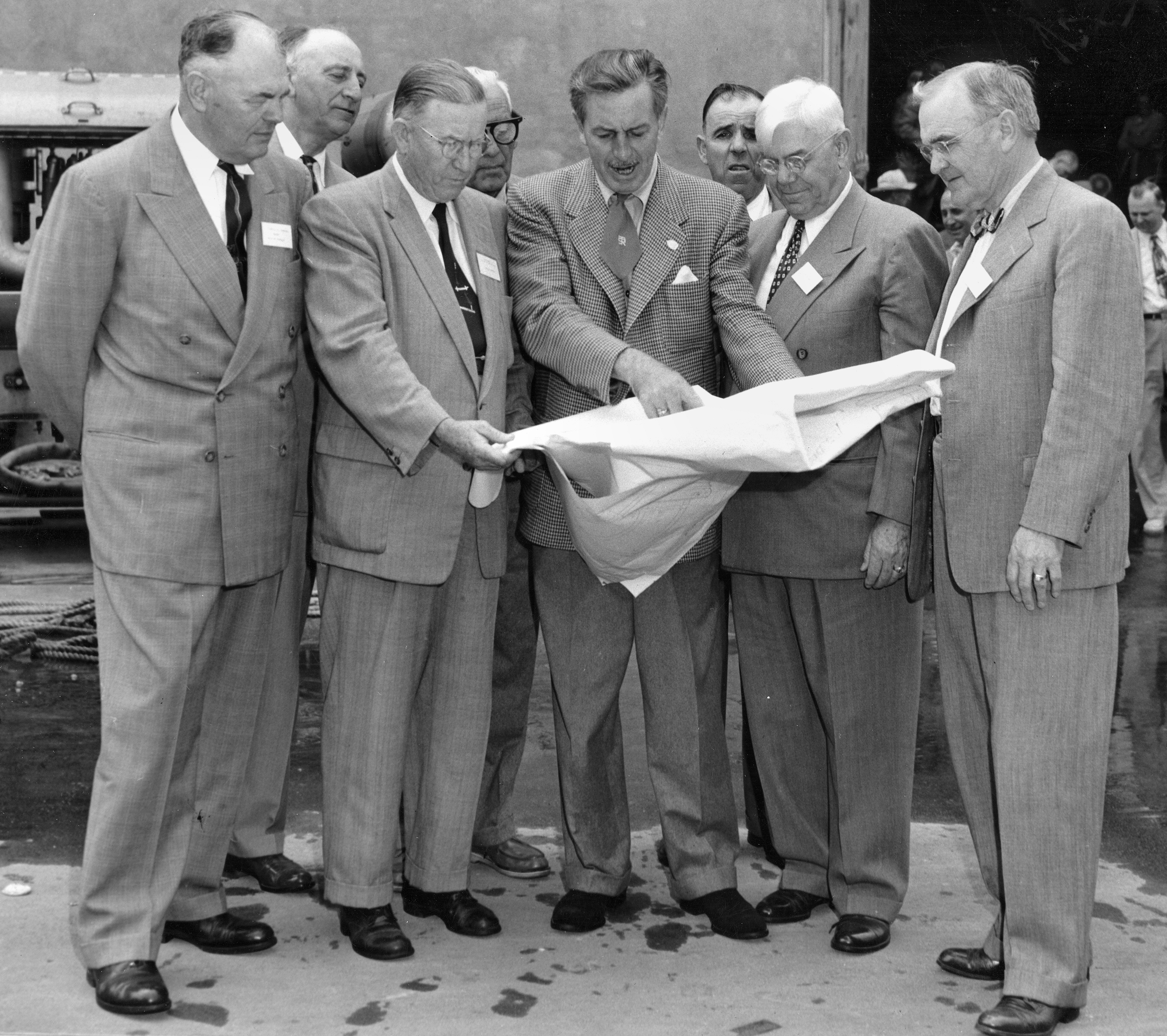
Walt Disney (centre) montrant à quelques officiels du comté d'Orange les plans de Disneyland, en décembre 1954.

En 1952, Walt Disney se lance dans un projet visant à construire le parc Disneyland, mais le premier budget nécessite plus de 7 millions d'USD, plus que ce que le studio peut débourser. Le 6 août 1953, Walt Disney reçoit de Bill Walsh, réalisateurs des deux premières émissions spéciales de Noël (1950 et 1951) cinq propositions d'émissions alors qu'il était à New York pour négocier avec les grandes chaînes de télévision. L'une des propositions est par exemple axée sur les fables. Elles seraient consacrées aux héros américains comme Johnny Pépin-de-Pomme, Daniel Boone ou Big Foot Wallace. Le 30 septembre 1953, trois propositions d'émissions supplémentaires sont faites : un Mickey Mouse Club TV Show, un True Life TV Show basé sur les True-Life Adventures, et World of Tomorrow basé sur les innovations.
Les chaînes se disputent alors la présence de Disney sur leurs antennes, mais les négociations sont difficiles. Walt Disney est intéressé par CBS et NBC en raison de la diffusion en couleur, mais chacun possède son système propre, et Walt n'est pas convaincu par celui de CBS, utilisant des disques rotatifs dans chaque téléviseur. Les négociations avec NBC vont jusqu'à l'évocation d'une revente du studio Disney à RCA, la maison mère de NBC, en échange du financement du parc. Début 1954, après plusieurs mois de négociation, le Général Sarnoff, PDG de NBC s'apprête à signer le contrat avec Roy Disney venu spécialement à New York, mais la direction de la chaîne demande encore du temps pour réfléchir au contrat. À peine sorti des locaux de NBC, dépité, Roy se rend auprès de Leonard Goldenson, PDG d'American Broadcasting Company et négocie un contrat pour deux projets d'émissions. Le contrat signé en avril 1954 lie ABC et Disney pour 7 ans.
Le premier format d'émission est celui d'une anthologie, nommée Disneyland permettant de promouvoir à la fois le parc et les films ainsi que de réutiliser le catalogue du studio. L'émission débute le 27 octobre 1954 avec comme présentateur Walt Disney en personne. Cette première émission est suivie en 1955 par The Mickey Mouse Club toujours pour ABC,.

#### Longs métrages en prises de vues réelles
Durant les années 1940, le studio Disney ajoute petit à petit à la production des films d'animation, celle des films en prises de vues réelles. Au début les compilations contiennent quelques séquences en prises de vues réelles, puis de plus en plus. Le film Danny, le petit mouton noir (1949) ne comporte que quatre courtes séquences en animation. Le studio Disney franchit le pas en raison d'actifs financiers bloqués au Royaume-Uni pour cause de restrictions monétaires post-Seconde Guerre mondiale, sur les conseils de Roy Disney. À la fin de l'année 1948, les fonds de la société bloqués dans les pays étrangers, dont la Grande-Bretagne, dépassent les 8,5 millions d'USD. Walt Disney décide de créer un studio au Royaume-Uni, Walt Disney British Films Ltd ou Walt Disney British Productions Ltd en association avec RKO Pictures et lance la production de L'Île au trésor (1950). C'est la première fois que le studio produit en dehors de ses locaux.
Du côté des productions aux États-Unis, à l'époque de Danny, le petit mouton noir, les studios Disney ne comptaient qu'un seul petit plateau de tournage, le Stage 1 de 1 000 m2 construit en 1940, en même temps que le bâtiment pour l'animation. Le Stage 2 n'a été construit qu'en 1949 en partie pour répondre aux besoins de la télévision.
Pour tourner des films en Grande-Bretagne, le studio utilise d'abord les locaux des Denham Film Studios dans le Buckinghamshire près de Londres. Mais dès 1952 le studio de Denham ferme ses portes, la dernière production tournée au studio est Robin des Bois et ses joyeux compagnons de Disney. De juin à septembre 1952, Walt Disney retourne en Grande-Bretagne pour la production de La Rose et l'Épée (1953). Malgré les critiques envers La Rose et l'Épée, l'équipe chargée par Disney de faire ce second film en terre britannique est reprise pour un troisième film historique, Échec au roi (1953). Juste après la sortie de Peter Pan en février 1953, il supervise à nouveau au Royaume-Uni, Échec au roi en avril et de juillet à août 1953.
C'est à la suite du mauvais résultat du film Échec au roi que Disney a pris la décision d'arrêter la production de films au Royaume-Uni. Après avoir choisi d'adapter le roman Vingt Mille Lieues sous les mers (1869) de Jules Verne, le studio Disney se retrouve handicapé par l'absence d'une équipe affectée aux films en prises de vues réelles. Pour réaliser Vingt mille lieues sous les mers, Disney choisit Richard Fleischer, fils de Max Fleischer et neveu de Dave Fleischer, grands rivaux de Walt Disney, créateurs des Studios Fleischer et connus pour les dessins animés Betty Boop et Popeye.

#### Premiers documentaires animaliers
En plus des films en prises de vues réelles le studio a entamé la production d'une série de documentaires animaliers. Après la Seconde Guerre mondiale, Walt Disney souhaite poursuivre la production de films sur l'esprit pionnier et se met en tête, selon Christopher Finch, que la nouvelle frontière est l'Alaska. Lors d'un voyage privé en Alaska en août 1948, Walt rencontre Alfred Milotte, propriétaire d'un magasin d'appareils photo et sa femme institutrice, Elma,. Ils engagent une discussion sur les documentaires consacrés à l'Alaska dont le résultat sera le poste de photographe sur la série de documentaires animaliers True-Life Adventures. Le premier épisode est L'Île aux phoques (On Seal Island) sorti en décembre 1948.
Le tournage du Désert vivant à peine achevé courant 1952, Disney demande aux photographes de filmer la grande prairie américaine qui s'étend entre le fleuve Mississippi et les Rocheuses. En l'absence de distributeur, la série dont la production se poursuit n'est pas distribuée. En 1953 et pour résoudre ce problème, Disney fonde sa propre société de distribution, la filiale Buena Vista Entertainment, afin d'assurer la distribution de ces films assez éloignés des productions d'animation. Le premier film distribué est Le Désert vivant sorti en novembre 1953. Grâce à un début de tournage avant la sortie du Désert vivant, le nouveau film, intitulé La Grande Prairie sort dès l'année suivante, en août 1954.

#### 1953-1957: Innovations et changements dans le cinéma et l'animation

Anamorphose, principe de base du CinemaScope.

La grande innovation des années 1950 pour le cinéma intervient en 1953 avec le lancement par la 20th Century Fox du CinemaScope, dont le principe est d'anamorphoser l'image sur un écran plus large. Le CinemaScope est alors adopté par toutes les compagnies sauf Paramount Pictures qui propose peu de temps après le VistaVision. Le studio Disney engage Richard Fleischer pour aider à résoudre la complexité technique du tournage de Vingt Mille Lieues sous les mers (1954). Il utilise alors le format CinemaScope pour les scènes de mouvements du sous-marin Nautilus afin de renforcer l'effet dynamique. Ayant réussi avec Vingt Mille Lieues sous les mers, Fleischer aurait encouragé le studio à utiliser le format CinemaScope sur les longs métrages d'animation. La Belle et le Clochard, alors en chantier, bénéficie d'une production dans ce format. Le procédé est utilisé pour d'autres films comme L'Infernale Poursuite (1956). Au sujet du film L'Infernale Poursuite, le réalisateur Francis D. Lyon explique qu'il a apprécié ce nouveau format « plus facile pour la mise en scène et plus économique en réduisant les installations principalement pour les tournages en extérieur. »
Autre technologie, l'usage du format d'image élargi Super Technirama 70 inauguré sur le court métrage documentaire Grand Canyon (1958) puis utilisé sur La Belle au bois dormant.
Un autre changement consiste à concevoir les personnages en les imprégnant de la personnalité des acteurs connus qui leur donne une voix. Walt Disney avait pour habitude de laisser le choix des voix des personnages animés aux scénaristes mais dans les années 1950, l'idée change graduellement au profit des réalisateurs et animateurs qui se retrouvent donc dans le studio d'enregistrement. Walt Disney considère que souvent les grandes voix et les grands acteurs sont décevants lorsqu'il faut faire ressentir une attitude ou une expression uniquement par la voix, le spectateur ayant par exemple les yeux fermés, ce qui selon lui n'est pas lié au talent ou à l'expérience.
En 1953, pour la sortie du film Le Désert vivant le studio contacte son distributeur RKO Pictures mais celui-ci est un peu frileux quant au succès d'une série True-Life Adventures. Disney décide alors de fonder sa propre société de distribution Buena Vista Pictures Distribution créée le 10 novembre 1953 afin de ne plus être lié à d'autres groupes cinématographiques.
En 1954, Disney décide de renommer sa filiale britannique Walt Disney British Films en Walt Disney Film Distributor le 8 mars 1954. Elle est renommée Walt Disney Productions Ltd le 1er juillet 1957. La seconde moitié des années 1950 est marquée par la coopération entre les différentes divisions de Disney, on parle désormais de synergie d'entreprise, avec la télévision assurant la promotion et la diffusion de productions augmentent leur rentabilité tandis que la production cinématographique développe la production télévisuelle. Un autre exemple est la série Davy Crockett diffusée à partir de 1954 sur un thème liée à la zone de Frontierland de Disneyland et dont des extraits ont été regroupées pour sortir au cinéma. La série a aussi profité au développement de la filiale des produits dérivés Disney Entreprises et la musique au label Disneyland Records. Avec la création d'une filiale de distribution Buena Vista, la société Disney contrôle alors l'ensemble de la chaîne.
En 1956, Walt Disney décide d'arrêter la production de courts métrages, le studio se concentre alors sur les longs métrages et la télévision. De plus, les dessins animés coûtent alors 75 000 d'USD chacun, ce qui est difficile à rentabiliser uniquement par une exploitation en salle, la télévision drainant le public des cinémas, comparé aux 35 000 d'USD en 1935 nécessitant 18 mois de commercialisation.
L'émission emblématique de cette époque est The Mickey Mouse Club, produite par les studios à partir de 1955. L'activité télévisuelle sera produite sous le nom Walt Disney Productions jusqu'à la création de filiales dédiées dans les années 1980, Walt Disney Television et Walt Disney Pictures.

#### 1958-1959: Changement d'époque
La production de La Belle au bois dormant (1959) dénote par son style graphique marqué par les très nombreuses esquisses et les décors d'Eyvind Earle qui donne au film un aspect de chef-d'œuvre du vitrail médiéval avec des couleurs découpées au rasoir, de longues lignes verticales et des perspectives planes ou des peintures du début de la Renaissance. Mais comme l'indiquent Ollie Johnston et Frank Thomas, les animateurs ont dû modifier le dessin des personnages pour s'adapter aux décors, l'inverse des précédentes productions.
Le succès du film Fidèle Vagabond (1957), avec ses 8 millions de dollars américains de recettes aux États-Unis, a convaincu le studio Disney que pour prospérer il devait poursuivre la production de films en prises de vues réelles modestes et reléguer l'animation à une activité secondaire. Ce film est aussi le premier d'un grand nombre de productions Disney mêlant enfant(s) et chien(s). Les productions en Europe reprennent en 1957 avec l'installation au Royaume-Uni du producteur Bill Anderson dont la première action est d'engager le réalisateur Ken Annakin qui tourne ensuite Le Troisième Homme sur la montagne (1959) en Suisse puis des films en France et en Allemagne.
Courant 1958, un projet d'adapter Le Chien de Florence de Felix Salten amène à développer encore plus les films. Initialement Walt Disney demande à Bill Walsh d’adapter le roman, mais ce dernier propose une version moderne avec l'acteur Tommy Kirk, vedette de l'émission The Mickey Mouse Club. C'est un projet de série télévisée afin de répondre au besoin du contrat avec American Broadcasting Company. Le directeur de production Disney Donn Tatum et Walt Disney rencontrent donc Jim Aubrey responsable des programmes chez ABC pour présenter le projet avec Tommy Kirk, mais Aubrey quitte la réunion dès le début et le reste de son équipe n'est pas intéressée. Au bout d'une demi-heure Walt, contrarié, quitte la salle et convoque une réunion en interne pour établir le scénario d'un film, mettant fin au projet de série télévisée. Quelques années plus tard, Tatum a rencontré Jim Aubrey et lui a expliqué que son départ de la réunion est à l'origine de la production du film Quelle vie de chien ! (1959) mais aussi de Monte là-d'ssus (1961) et sa suite Après lui, le déluge (1963), de leurs succès et leurs importants bénéfices.
Le film Quelle vie de chien ! est un très bon résultat financier avec 9 millions d'USD pour une comédie légère avec un scénario très maigre, mais entouré de rebondissements et de séquences comiques. Darby O'Gill et les Farfadets (1959), lui aussi basé sur le folklore, n'a pas séduit le jeune public américain en raison des accents irlandais trop prononcés, public plus séduit par une rediffusion du court métrage Pique-nique sur la plage (1939). Darby O'Gill a attiré moitié moins de gens que Quelle vie de chien !. Ce mauvais résultat malgré le temps passé en production et le niveau de détail, sans parler du budget, a déçu Walt Disney et a poussé le studio à choisir de produire des comédies plus familiales les années suivantes,, des histoires sur les enfants, les chiens et autres animaux.
En 1959, le mauvais résultat de La Belle au bois dormant confirme pour le studio que les contes de fées ne sont plus un format de film viable et que même si les longs métrages d'animations sont toujours possibles il faut s'adapter aux nouvelles attentes du public. L'année 1959 marque le premier résultat financier négatif depuis dix ans, principalement à cause du coût de production de La Belle au bois dormant,. Le film marque donc un tournant dans les productions du studio, la fin des variations sur les thèmes de contes de fées. La production se concentre sur les films en prises de vues réelles. Le studio Disney relance la production de films au Royaume-Uni en installant aux Pinewood Studios sous la direction de Hugh Attwooll un petit groupe d'employés, mais aucun n'était sous contrat avec Disney alors que tous travaillaient presque exclusivement sur des projets Disney. Les films sortiront dans les années 1960.

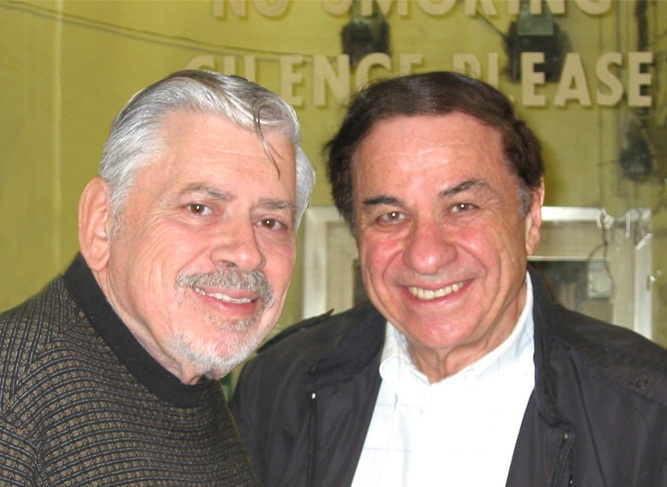
Les frères Sherman en 2002

Au milieu des années 1950, le système en vigueur depuis les années 1940 pour composer la musique des films d'animation commence à contrarier Walt Disney. Ce système, mis en place après le suicide de Frank Churchill et les départs de Leigh Harline et Ned Washington reposait sur des missions uniquement durant la phase de développement du film, souvent très tôt. Walt Disney a donc demandé à Jimmy Johnson et Tutti Camarata de Walt Disney Records de reprendre la méthode précédente et retrouver des compositeurs travaillant à plein temps pour le studio. Ils proposèrent les frères Sherman, alors compositeurs des chansons d'Annette Funicello, une actrice de télévision et chanteuse Disney. Le duo engagé en 1959 ou 1960 a influencé les productions du studio de la décennie des années 1960.

### Années 1960: Films familiaux et «Qu'aurait fait Walt?»
Alors que les grands studios d'Hollywood sont confrontés à de sérieux problèmes financiers, le studio Disney jouit d'une bonne réputation et profite de plusieurs succès à la fois dans l'animation et la prise de vues réelles, qui permettent au studio de croire en un avenir plus brillant. Les productions cinématographiques Disney des années 1960 sont un commerce rentable avec de nombreux films en prises de vues réelles et occasionnellement des films d'animation impressionnants et agréables. Le studio Disney devient l'une des majors grâce à ses productions en prises de vues réelles et télévisuelles. John Davidson se souvient que c'est durant la production de The One and Only, Genuine, Original Family Band (1969) qu'il entendit pour la première fois la phrase « Qu'aurait fait Walt ? » qui caractérise de nombreuses productions du studio Disney après la mort de Walt Disney.

#### Derniers longs métrages d'animation?

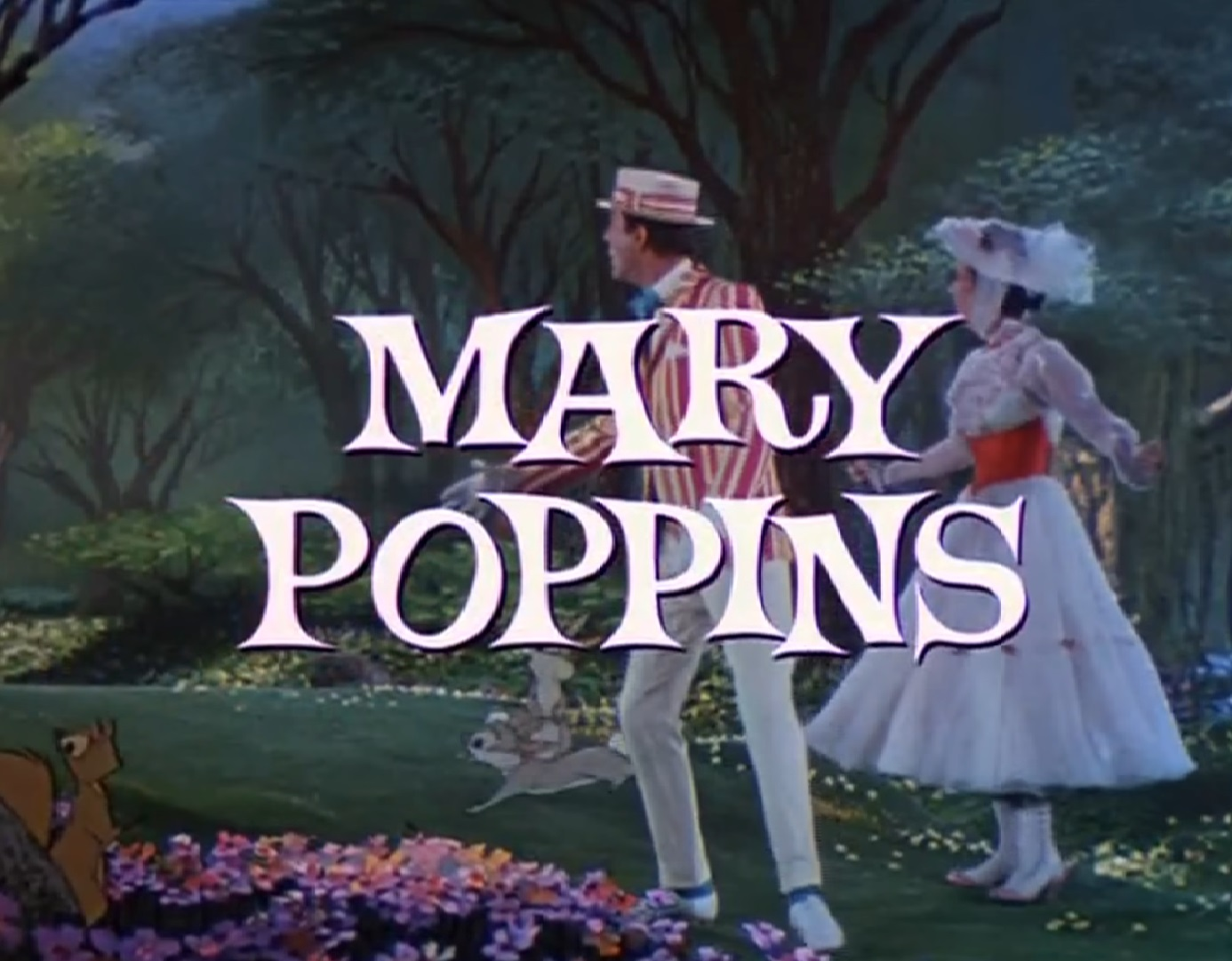
Le film Mary Poppins, sorti en 1964, obtient un succès considérable.

Le 21 mai 1958, Ken Peterson, directeur du département animation (futur Walt Disney Animation Studios) écrit à Walt Disney et l'informe que Ken Anderson réalise des tests pour des décors et des compositions afin de réduire le coût de production du film Les 101 Dalmatiens (1961). Anderson était responsable de la conception des dalmatiens et son idée était d'utiliser le procédé Xerox pour dupliquer les chiots dont les nombreuses taches risquaient de faire s'envoler le budget d'encre et de peinture. Au début des années 1960, le département des Encrages et peinture du studio réduit donc son effectif avec l'introduction du système de reprographie Xerox.
Après la sortie de La Belle au bois dormant (1959), tandis que la production des 101 Dalmatiens (1961) s'achève et que plusieurs artistes ont rejoint WED Entreprises, une partie des animateurs encore au studio entame un film nommé Chantecler basé sur le personnage éponyme du Roman de Renart ; mais dès le 24 août 1960, Walt Disney met en doute la possibilité de donner une personnalité à un coq. Malgré quelques réunions au sujet de Chantecler qui se tiennent les semaines suivantes, le film ne sera jamais achevé.
Dave Smith classe Merlin l'Enchanteur (1963) parmi les classiques de Disney mais ce classement semble contredit par de nombreux auteurs. Pour Grant, la cause de l'échec commercial du film est imputable en partie à l'histoire de T. H. White, mais surtout aux voix dont celle d'Archimède ou les trois voix du jeune Arthur de la version originale, personnage interprété par Rickie Sorensen et les deux fils de Wolfgang Reitherman. Pour Maltin, le recours à des répliques comiques des années 1960 met le film en danger, car il le fige dans le temps.
Le succès de Mary Poppins (1964) compense ces mauvais résultats. Mary Poppins est l'un des plus grands succès de l'histoire du cinéma, selon Christopher Finch. Ub Iwerks et Petro Vlahos sont récompensés d'un Oscar en 1965 pour l'usage dans ce film de la méthode d'incrustation du procédé à la vapeur de sodium,,,, utilisé précédemment sur le court métrage Donald et la Roue (1961). Le studio Disney essaie ensuite à plusieurs reprises de reproduire le succès de Mary Poppins en reprenant le mélange animation et prise de vues réelles sous la forme d'une comédie musicale, par exemple avec L'Apprentie sorcière (1971) ou Peter et Elliott le dragon (1977), qui utilisent aussi ce procédé d'effets spéciaux.
Le dernier long métrage d'animation de la décennie 1960 est Le Livre de la jungle (1967) qui est le premier film Disney dont les personnages ont été conçus d'après la personnalité des acteurs. De nombreux auteurs rappellent que Le Livre de la jungle est le dernier long métrage d'animation auquel participe Walt Disney, chacun avec ses mots. Pour Bob Thomas c'est le dernier auquel il prend part, pour Douglas Brode et Pierre Lambert, le dernier supervisé avant sa mort,, pour John Grant et Jeff Kurtti, c'est le dernier qu'il supervise en personne,, pour Leonard Maltin, c'est le dernier marqué par l'empreinte personnelle de Walt et pour Richard Schickel, le dernier dans lequel Disney prend part personnellement à la supervision. Marc Pinsky cite Roy Edward Disney, neveu de Walt, dans une interview sur le DVD du film Le Livre de la jungle 2 (2003) : « Parce qu'il était présent presque jusqu'à la fin. Il a certainement influencé la plus grande partie du film. » Pour Pierre Lambert, avec la sortie du film et la mort de Walt Disney, « l'Âge d'or de l'animation Disney » prend fin.
Mark Arnold et Charles Salomon évoquent un projet relancé en septembre 1967 d'adapter Hansel et Gretel, projet des années 1950 et arrêté en 1961. Le film devait contenir des chansons des frères Sherman, voire les personnages de Mickey et Minnie Mouse, mais le scénario n'arrivait pas à aboutir et à réduire la violence du conte.

#### Films familiaux et leurs suites, arrêts des documentaires

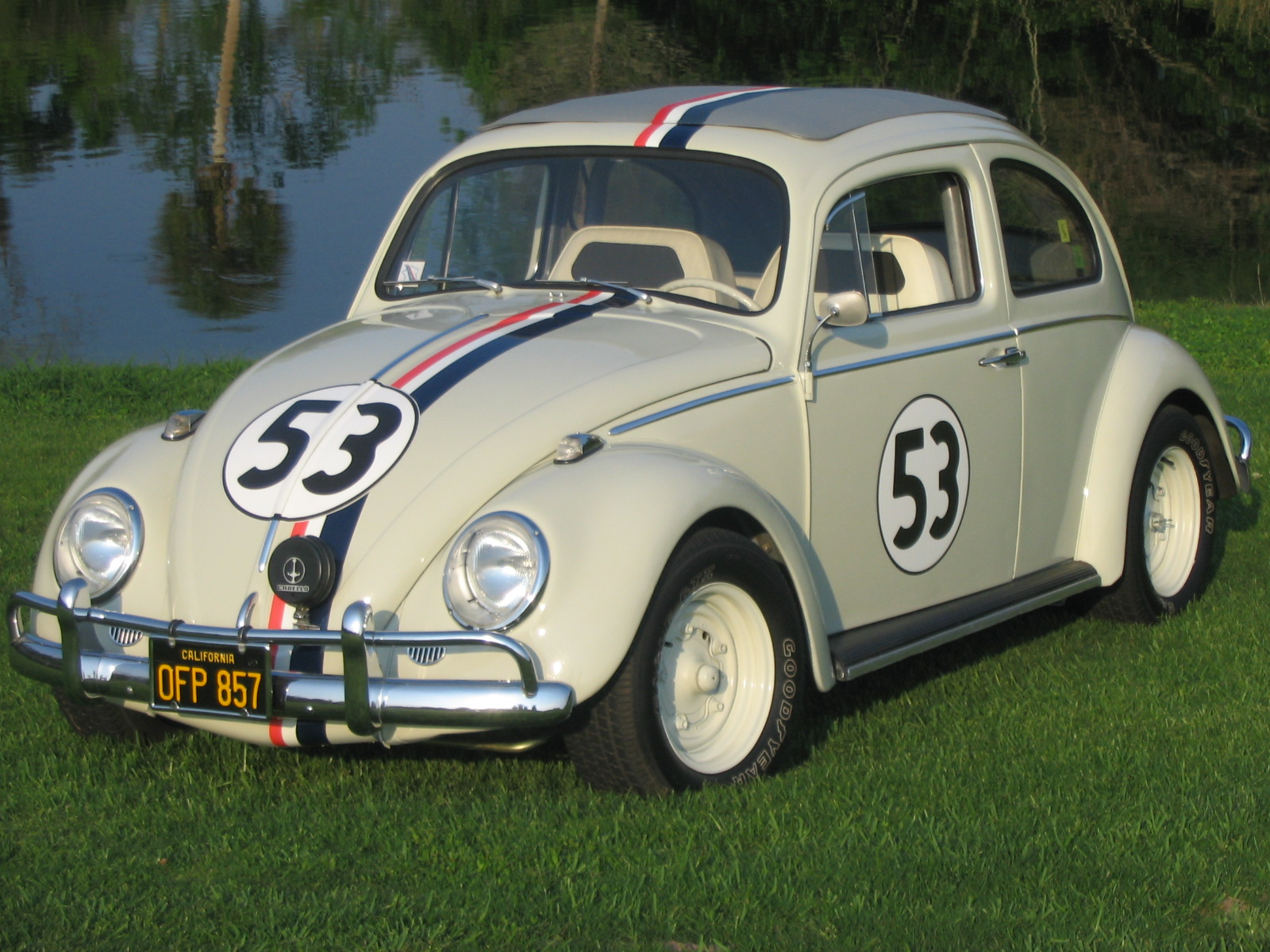
La Volkswagen Coccinelle vedette de la série la Coccinelle.

Au tournant de la décennie paraît le dernier long métrage True-Life Adventures, Le Jaguar, seigneur de l'Amazone (1960) car Walt Disney décide de changer de format, préférant des productions hybrides mélanger des images factuelles et des situations fictives, ce que l'on nomme docufiction. À l'image de nombreuses décisions prises par Walt, cette décision est opportune et répond aux attentes du public. Les deux films Nomades du Nord (1961) et La Légende de Lobo (1962) reprennent donc le principe initié avec Les Aventures de Perri (1957).
Le film Le Troisième Homme sur la montagne (1959) se démarque des autres productions Disney par son tournage en décor réel très onéreux, puisque réalisé en Suisse. La production du film découle, comme le rappelle le réalisateur Ken Annakin, d'une passion de Walt Disney pour la Suisse qui est sa destination estivale préférée pendant plusieurs années,. Une autre preuve de cette passion réside dans l'attraction Matterhorn Bobsleds ouverte le 14 juin 1959 à Disneyland et qui est une reproduction au 1/100e du Cervin.

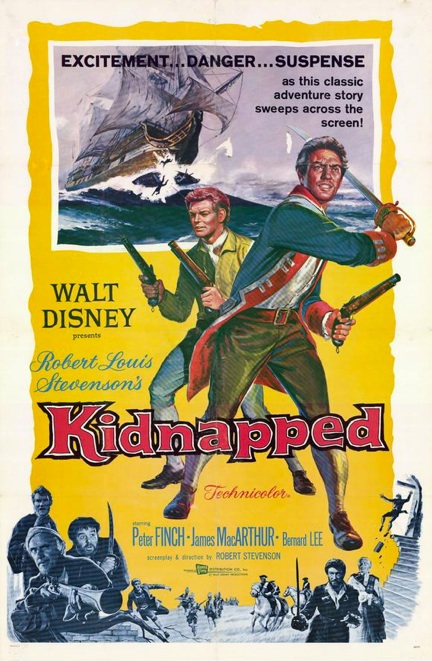
Affiche du film L'Enlèvement de David Balfour (1960).

Le film Le Clown et l'Enfant (1960) est l'un des premiers films de Disney à faire l'usage d'un animal destructeur (ici un singe) que ni les personnages ni les spectateurs adultes n'arrivent à comprendre, mais qui, comme a pu le constater le studio, plaît aux enfants. L'Enlèvement de David Balfour renoue avec la production en terre britannique, production qui s'était arrêtée après la sortie de Échec au roi en 1953. David Swift réalise deux films pour le studio avec Hayley Mills comme héroïne, Pollyanna (1960) et La Fiancée de papa (1961), actrice qui participera à plusieurs productions Disney durant la première moitié des années 1960.
L'année 1961 marque pour le studio Disney son intention de sortir cinq à six films en prises de vues réelles par an. Pour satisfaire cette volonté, de nombreux films sont tournés, abordant des thèmes susceptibles de plaire à la famille. Après les histoires animalières, le studio s'essaye aux comédies musicales avec Babes in Toyland (1961) et aussi plusieurs films de science-fiction dont Monte là-d'ssus (1961), premier épisode de la série avec Flubber ou Un pilote dans la Lune (1962), ce dernier étant aussi une critique socio-politique.
Le studio Disney n'avait jamais envisagé la production d'une suite à l'un de ses longs métrages, sauf sous la forme de téléfilms, mais le succès de Monte là-d'ssus (1961) change la donne. Ce film basé sur des inventions loufoques et des effets spéciaux offre une formule aisément reproductible, donc une suite est rapidement prévue. Le second opus Après lui, le déluge (1963) récolte 9 millions d'USD lors de sa sortie aux États-Unis. Ce succès renforce le studio dans son idée de produire des séries de films.
L'année 1964 est marquée par l'un des plus grands succès de l'histoire du cinéma avec la sortie de Mary Poppins. D'autres films cinématographiquement intéressants ont été produits par le studio après Mary Poppins comme Le Plus Heureux des milliardaires (1967), Un amour de Coccinelle (1968) ou L'Apprentie sorcière (1971).
Depuis 1948, le studio Disney a une tradition de production de films au Royaume-Uni avec la création d'un studio Walt Disney British Films Ltd pour le film L'Île au trésor (1950). Malgré un arrêt temporaire à la suite du mauvais résultat du film Échec au roi (1953) les productions en Europe persistent comme avec Émile et les Détectives (1964) en Suisse. Au début des années 1960, Disney décide de réaliser à nouveau un film d'action en Grande-Bretagne pour reproduire le succès de La Rose et l'Épée (1953), ce sera Le Prince Donegal (1966).

#### Décès de Walt Disney et conséquences
Neal Gabler note que la production du studio est essentiellement tournée vers la télévision et les films en prises de vues réelles : seuls Les 101 Dalmatiens et Merlin l'Enchanteur sont produits durant la première moitié de décennie des années 1960, et même Mickey Mouse n'est pas apparu dans un court métrage depuis 1953. La seconde moitié des années 1960 est marquée par des changements radicaux. L'état de santé de Walt Disney se dégrade principalement après l'été 1966, et durant l'automne il passe son temps entre l'hôpital voisin du studio et sa résidence secondaire à Palm Springs dans le Smoke Tree Ranch. Il continue toutefois à lire des livres et des scénarios avec par exemple La Toile de Charlotte d'E. B. White. Il refuse que le studio produise un nouveau moyen métrage comme Winnie l'ourson et l'Arbre à miel sorti quelques mois plus tôt et dont le coût de production ne pouvait pas être compensé par une exploitation en moyen métrage.

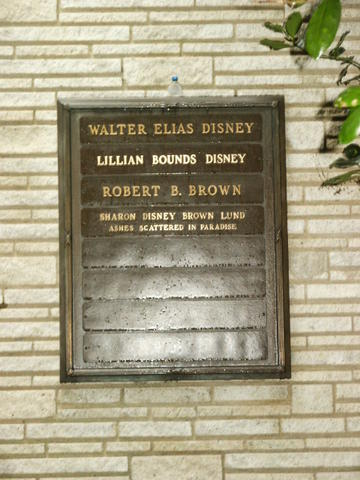
Plaque mortuaire du caveau de la famille Disney.

La fin de l'année 1966 est marquée par le décès de Walt Disney. Le 15 décembre 1966, après l'annonce de la mort de son fondateur à 9 h 35, le studio est fermé pour la journée. Les projets en cours finissent d'être réalisés en suivant les dernières directives du fondateur du studio mais les actionnaires s'inquiètent de l'avenir du studio sans Walt. Sous la direction créative de Disney, le studio a réalisé entre 1923 et 1966 plusieurs centaines de courts métrages, dix-neuf longs métrages dont « beaucoup comprennent des images mémorables ». Ces productions dirigées par Walt Disney ont défini la plupart des lignes directrices des futures productions de l'entreprise. De plus, de nombreux projets sont en cours : des attractions, un parc à thèmes en Floride, des films et des émissions pour la télévision. Robert Tienman liste comme ingrédients essentiels des productions Disney : l'aventure, la romance, l'amitié, la fantaisie et la musique. Pour Charles Salomon, le problème de la présence de Phil Harris dans des rôles similaires dans plusieurs films successifs de Disney démontre que l'équipe Disney sans la présence de Walt réutilise les formules qui ont fonctionné.
À la mort de Walt Disney, la société possède une organisation solide qui gère tout, depuis les nouvelles attractions du parc Disneyland au casting des séries télévisées, et la plupart des dirigeants sont des employés de longue date. Maltin liste Card Walker vice-président et responsable opérationnel employé dès 1938 comme coursier,, Irving Ludwig, président de Buena Vista Distribution, engagé en 1940 comme représentant de commerce pour Fantasia. Il y a aussi Donn Tatum, engagé comme responsable de la production en 1956, président de la division cinéma et Ronald William Miller, vice-président de la division cinéma, gendre de Walt Disney et producteur depuis 1957. Malgré l'optimisme de façade de la direction, certaines divisions du groupe, notamment le cinéma et la télévision, sont dans une situation chaotique. Les réunions consacrées au développement de scénarios, où Walt donnait auparavant ses directives, sont devenues le talon d'Achille de l'organisation. L'entreprise fait toutefois 116 millions d'USD de chiffres d'affaires.
Malgré l'assurance de Ron Miller sur la bonne continuité du studio avec la même équipe qu'avant la mort de Walt Disney, sept des principaux artistes quittent la société durant les deux premières années sans son fondateur. Les compositeurs Richard et Robert Sherman mettent fin à leurs contrats après l'annulation d'un projet de comédie musicale. Du côté des scénaristes, Maurice Tombragel est licencié, Robert Westerby part une fois son contrat terminé et décède peu après en 1968 d'une crise cardiaque, Lowell Hawley prend un congé pour s'occuper de sa femme malade alors que Louis Pelletier et A. J. Carothers démissionnent à cause des mauvaises conditions de travail. Le problème le plus grave selon John West est que les artistes restants sont surtout des réalisateurs et non des scénaristes.
Pour Maltin, la production à la fin des années 1960 est dans la continuité d'avant la mort de Walt avec des comédies fantastiques comme Le Fantôme de Barbe-Noire (1968) ou The One and Only, Genuine, Original Family Band (1968) (la plupart avec une distribution d'acteurs déjà connus), des fictions animalières comme Charlie, le couguar (1967) ou Un raton nommé Rascal (1969) ou de nouvelles comédies musicales comme Frissons garantis (1968) avec Dick Van Dyke.
Le Cheval aux sabots d'or sorti le 20 décembre 1968 est le premier film de Disney dont l'affiche mentionne Walt Disney Productions Presents au lieu de Walt Disney Presents. Mais le succès du film Un amour de Coccinelle (24 décembre 1969) prend la plupart des membres du studio au dépourvu. C'est le premier film au box-office américain en 1969 et le second meilleur résultat de l'époque après Mary Poppins sorti en 1964. Le succès pousse le studio à produire plusieurs suites, trois films et une série télévisée. En 1968, la filiale de Disney Buena Vista Distribution achète les droits de distribution et annonce la sortie du film La Grande Vadrouille (1966) aux États-Unis et donc la possibilité de concourir pour les Oscars dans la catégorie film étranger. Le film sort en février 1969 sous le titre Don't Look Now... We're Being Shot At.
La direction de Disney s'autorise des diversifications comme une coentreprise avec NBC qui diffuse The Wonderful World of Disney pour produire un spectacle itinérant dans des salles pluridisciplinaires, intitulé Disney on Parade dont la première représentation se tient à Chicago le 25 décembre 1969 suivie d'une tournée dans 22 villes sur 27 semaines,.

### Années 1970
Les années 1970 sont marquées par l'absence de projets d'envergure pour la branche cinématographique de la société Walt Disney Productions à la suite du décès en 1966 de Walt Disney. La société se voue essentiellement à réaliser les dernières volontés de son fondateur en construisant le parc Walt Disney World Resort en Floride. On peut quand même noter la sortie de quelques films importants dont :
- Les Aristochats en 1970, dernier film validé par Walt, à l'état de storyboards[170]
- Robin des Bois en 1973, dernier film voulu par Walt, seulement une idée au moment de sa mort
- Les Aventures de Winnie l'ourson sorti en 1977 et constitué de trois moyens métrages produits eux en 1966, 1967 et 1974. Ce film est devenu l'une des principales franchises des studios Disney et de la société entière.

#### Animation: même recette et programme de formation

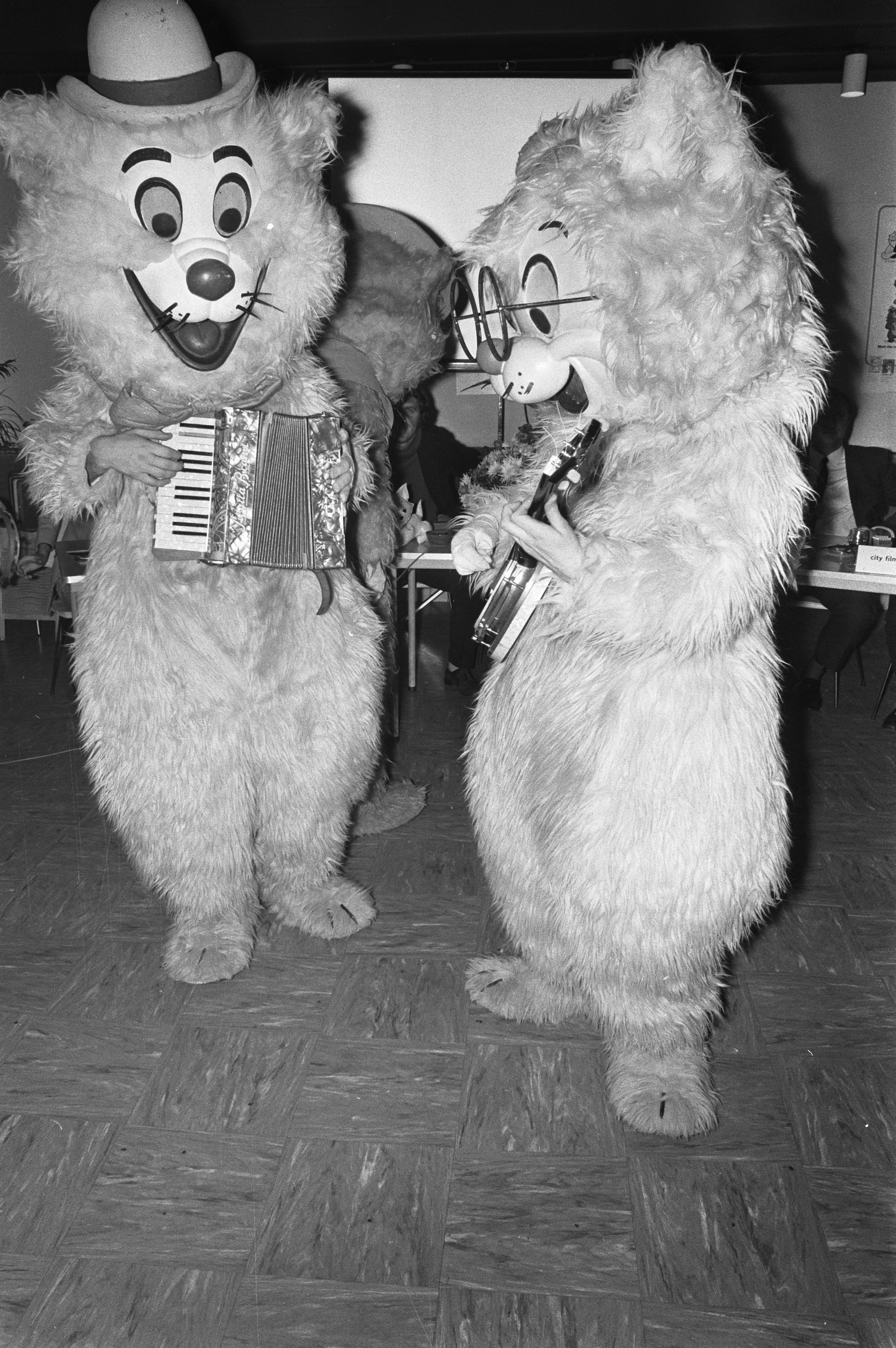
Costumes représentant Scat Cat (avec un accordéon) et un des membres de son groupe, à Amsterdam en 1971.

Une des principales critiques concernant Les Aristochats (1970) concerne sa ressemblance, tant au niveau de la technique que du scénario et du choix des acteurs, avec les précédentes productions Disney. David Koenig écrit que le film est une version féline de La Belle et le Clochard (1955) qui rencontre Les 101 Dalmatiens (1961), donc quelque chose de déjà vu. John Grant évoque plusieurs critiques de l'époque qualifiant aussi le film de version féline des 101 Dalmatiens, le résultat « d'une recette reprise et mélangée avec de nouveaux ingrédients puis réchauffée pour faire croire à un nouveau plat. » Grant concède la critique au niveau technique et évoque une critique qui a surgi avec la sortie du film Le Livre de la jungle (1967), l'usage de la personnalité des acteurs pour créer celles des personnages animés. Selon Leonard Maltin, le problème concerne surtout Phil Harris interprétant Baloo dans Le Livre de la jungle puis qui reprend plus ou moins le même jeu d'acteur avec Thomas O'Malley dans Les Aristochats et avec Petit Jean dans Robin des Bois (1973). Il faut aussi rappeler que c'est le même compositeur, Terry Gilkyson, qui a écrit le thème musical de Baloo et celui de Thomas O'Malley. Pour Charles Salomon, Harris répète le même type de personnage. Pour Grant, c'est cette réutilisation d'une même formule, celle d'un personnage apprécié par le public pour Baloo puis pour Thomas O'Malley, qui a offensé les critiques. Grant interprète la scène où le chaton Toulouse cherche à se battre avec Thomas O'Malley comme un rappel de la scène entre Baloo et Mowgli dans Le Livre de la jungle, escarmouche donnant naissance à leur amitié. Pour Charles Salomon, ce point démontre que l'équipe Disney, sans la présence du créateur des studios, réutilise les formules qui ont fonctionné. Solomon écrit que les animateurs semblent apprécier de se répéter avec Les Aristochats (1970), Robin des Bois (1973) et Rox et Rouky (1981), mais que Bernard et Bianca (1977) apporte une éclatante et rare dose d'imagination. Jay P. Telotte écrit pour sa part que Les Aristochats et Robin des Bois font partie des projets réalisés avec peu d'efforts par les animateurs pendant 15 ans après la mort de Walt Disney. La genèse de Robin des Bois prend même sa source avec le projet Chantecler, adaptation du Roman de Renart entamée dans les années 1940 dans lequel tous les personnages sont des animaux, mais jamais achevée. Ken Anderson a repris le concept des personnages anthropomorphes au début des années 1960 pour en faire Robin des bois.
Charles Salomon évoque une production inachevée de la fin des années 1970, intitulée Scruffy et dirigée pendant deux ans par Ken Anderson basée sur un macaque berbère de Gibraltar durant la Seconde Guerre mondiale. Mais le scénario était trop proche des précédentes productions avec un chef de macaque chantant parfait pour Phil Harris, une femelle macaque apprivoisée et choyée par ses maîtres et prénommée Amélia qui se joint à la bande de Scruffy menaçant de dissoudre le groupe, ressort de scénario déjà présent dans La Belle et le Clochard (1955) et Les Aristochats. Le couple Scruffy et Amélia devait, après maintes péripéties avec un espion allemand et un général et son chien, devenir les parents adoptifs de jumeaux, ressort émotionnel présent dans Les 101 Dalmatiens (1961).
L'année 1971 est marquée par plusieurs éléments. Roy O. Disney frère de Walt qui a pris les rênes de la société en 1966, décède juste après avoir achevé la construction de Walt Disney World Resort en Floride, fin décembre. Mark Arnold considère l'année 1971 comme la première durant laquelle s'est posée la question « Qu'aurait fait Walt ? » avec la fin du mandat de Roy Disney au cours duquel les dernières idées et concepts de Walt Disney ont été développés. Cette question sera caractéristique de la période suivante. Ron Miller, gendre de Walt et vice-président de la division cinématographique, en réaction à ce décès, décide d'aller de l'avant sur le projet de California Institute of the Arts (CalArts). 
Le studio entame un projet de formation de nouveaux animateurs avec l'ouverture en 1971 du CalArts à Valencia en Californie. Une classe dédiée à l'animation ouvre en 1972 sur le campus de CalArts. Pour Frank Thomas et Ollie Johnston, Les Aristochats est le premier des quatre longs métrages réalisés avant que les équipes de Disney soient profondément réduites par les départs en retraite. Mark Arnold explique lui que Robin des Bois est le premier long métrage d'animation fait sans aucune participation de Walt Disney mais que, malgré quelques fans, le film fait pâle figure face aux productions passées surtout que des éléments d'animation de Blanche-Neige et les Sept Nains ont été réutilisés. Ce film est aussi le premier à inclure des assistants animateurs dans les crédits ainsi que cinq assistant animateur clé.
En parallèle, le studio Disney découvre la compétition avec la sortie du Petit Monde de Charlotte premier long métrage d'animation d'Hanna-Barbera Productions et dont la musique a été composée par les frères Sherman. Rox et Rouky (1981) marquent pour Thomas et Johnston, la fin de la transition entre l'ancienne et la nouvelle génération d'animateurs.

#### Autres productions

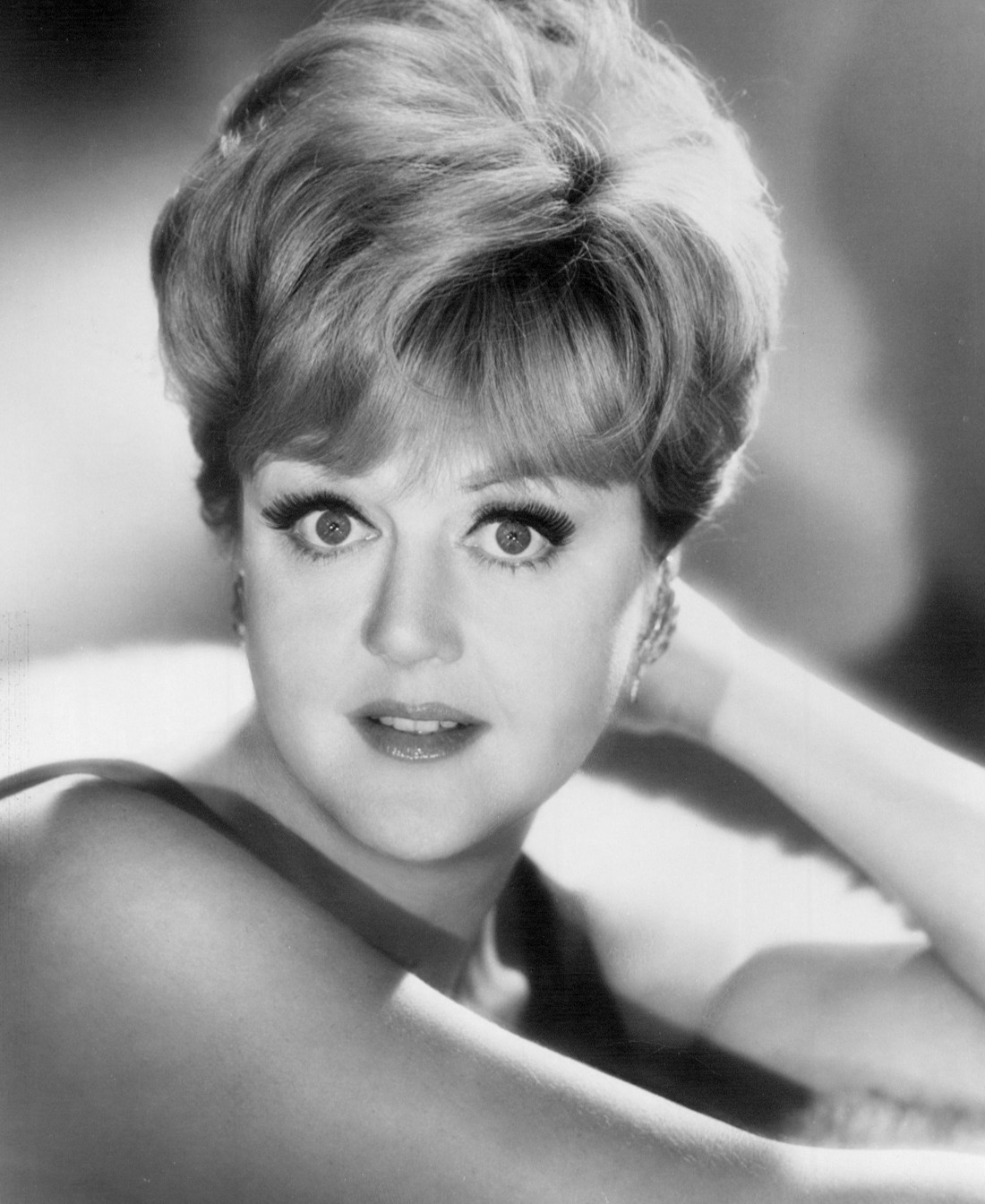
Angela Lansbury en 1966, héroïne de L'Apprentie sorcière (1971).

Hormis les productions de film d'animation, le studio souhaitait poursuivre sur le succès des comédies musicales comme Mary Poppins. Mais le mauvais résultat du film L'Apprentie sorcière (1971) lors de sa sortie initiale a modifié la production des studios Disney qui ont poursuivi au rythme moyen de quatre films par an alternant comédies et films sur la nature, les enfants ou les animaux, abandonnant les comédies musicales et les grosses productions de tout genre. Le film L'Apprentie sorcière marque aussi la dernière collaboration des frères Sherman avec le studio Disney jusqu'aux Aventures de Tigrou sorties en 2000. Les frères Sherman écrivent que les nombreuses suppressions de leurs chansons pour satisfaire le spectacle de Noël du Radio City Music Hall sont une des principales raisons de la fin de leur collaboration avec Disney,. Ils indiquent que les décisions au sein du studio Disney étaient désormais prises par un comité, qu'ils ont surnommé le « Conseil d'indécision », et non plus Walt Disney, comptant 7 ou 8 membres,.
L'Apprentie sorcière est aussi le dernier film Disney à recevoir un Oscar jusqu'à La Petite Sirène (1989) et la dernière apparition de l'acteur Reginald Owen. Après Mary Poppins en 1964, L'Apprentie sorcière est le seul long métrage du groupe des studios Disney à recevoir un oscar avant La Couleur de l'argent (1986) en 1987, film sorti sous le label Touchstone Pictures, filiale de Disney. Le studio tente à plusieurs reprises de produire des films plus adultes comme avec Du vent dans les voiles (1970), Le Pays sauvage (1970) ou Superdad (1973). D'autres changements plus mineurs interviennent comme l'arrêt des acteurs sous contrat pour plusieurs films ou années avec le studio. L'actrice Kathleen Cody signe un contrat en 1972 pour trois films avec Disney, le premier étant Superdad et elle est la dernière femme à signer ce type de contrat.
Le studio tente de relancer le succès des émissions télévisées avec The Mouse Factory qui présente des extraits des dessins animés du studio et des vedettes comme Kurt Russell, Wally Cox ou Annette Funicello le tout sous la responsabilité de l'animateur Ward Kimball. C'est la première émission de télévision régulière de Disney en dehors du Monde merveilleux de Disney depuis le Mickey Mouse Club (1955-1959) et Zorro (1957-1961).
Les nouvelles attractions des parcs Disneyland et Magic Kingdom de Floride devaient s'inspirer des productions cinématographiques du moment, mais la plupart n'ont pas eu le résultat escompté au box-office et aucune attraction n'a donc de thèmes liés à ces productions. Les nouveautés des parcs dans les années 1970 sont comme pour les dessins animés liées à des projets évoqués quand Walt Disney étant encore vivant comme Haunted Mansion ou Space Mountain. En 1973, la société annonce 329 millions d'USD de revenus, principalement grâce aux parcs d'attractions, aux films à petits budgets et aux ressorties des classiques.
Clôturant en quelque sorte cette période et en hommage au travail du studio considéré comme un art, une rétrospective Disney a eu lieu à l'été 1973 au Lincoln Center de New York. Le journaliste John Culhane est ainsi invité à présenter l'événement. Plusieurs ouvrages sur l'animation et le studio sont publiés pour la première fois en 1973 dont l'anthologie The Disney Films de Leonard Maltin et The Art of Walt Disney de Christopher Finch.
Malgré tout, les années 1970 constituent une période économiquement faste pour le studio. L'entreprise fait 250 millions d'USD de chiffres d'affaires pour l'année 1972. Le résultat net est passé de 12,4 millions d'USD en 1966 à 74,4 millions en 1976, ce qui le place en second des studios les plus rentables derrière Universal Pictures.

## Productions

### Courts métrages d'animation
- Mickey Mouse arrêtée en 1953
- plusieurs Silly Symphonies « non officiels » (car arrêtée en 1939)
- Donald Duck arrêtée en 1961
- Dingo (Goofy) arrêtée en 1961
- Pluto arrêtée en 1951
- Tic et Tac arrêtée en 1954
- Courts métrages publicitaires, la production s'arrête en 1965 à l'exception d'un film en 1986
- Courts métrages éducatifs, production débutée en 1955 et se poursuivant jusqu'en 1995
- Autres courts métrages
  - Eyes in Outer Space (1959)
  - Donald's Fire Survival Plan (1965)

### Moyens métrages d'animation
- 1966 : Winnie l'ourson et l'Arbre à miel
- 1968 : Winnie l'ourson dans le vent

### Longs métrages d'animation
- 1950 : Cendrillon (Cinderella)
- 1951 : Alice au pays des merveilles (Alice in Wonderland)
- 1953 : Peter Pan
- 1955 : La Belle et le Clochard (Lady and the Tramp)
- 1959 : La Belle au bois dormant (Sleeping Beauty)
- 1961 : Les 101 Dalmatiens (101 Damaltians)
- 1963 : Merlin l'Enchanteur (The Sword in the Stone)
- 1967 : Le Livre de la jungle (The Jungle Book)
- 1970 : Les Aristochats (Aristocats)
- 1973 : Robin des Bois (Robin Hood)

### Moyens métrages en prises de vues réelles
- 1954 : Ouragan, le pur-sang (Stormy, the Thoroughbred with an Inferiority Complex)
- 1966 : Rodéo fantastique (Run, Appaloosa, Run)

### Longs métrages en prises de vues réelles

#### Films
Cette liste comprend les films sortis en salles.
- 1950 : L'Île au trésor (Treasure Island)
- 1952 : Robin des Bois et ses joyeux compagnons (The Story of Robin Hood and His Merrie Men)
- 1953 : La Rose et l'Épée (The Sword and the Rose)
- 1954 : Échec au roi (Rob Roy, the Highland Rogue)
- 1954 : Vingt Mille Lieues sous les mers (20,000 Leagues Under the Sea)
- 1955 : Davy Crockett, roi des trappeurs (Davy Crockett, King of the Wild Frontier)
- 1955 : La Revanche de Pablito (The Littlest Outlaw)
- 1956 : L'Infernale Poursuite (The Great Locomotive Chase)
- 1956 : Davy Crockett et les Pirates de la rivière (Davy Crockett and the River Pirates)
- 1956 : Sur la piste de l'Oregon (Westward Ho the Wagons!)
- 1957 : Johnny Tremain
- 1957 : Fidèle Vagabond (Old Yeller)
- 1958 : Lueur dans la forêt (The Light in the Forest)
- 1958 : Tonka, cheval sauvage (Tonka)
- 1958 : Signé Zorro (The Sign of Zorro)
- 1959 : Quelle vie de chien ! (The Shaggy Dog)
- 1959 : Darby O'Gill et les Farfadets (Darby O'Gill and the Little People)
- 1959 : Le Troisième Homme sur la montagne (Third man on the mountain)
- 1960 : Le Clown et l'Enfant (Toby Tyler or Ten Weeks with a Circus)
- 1960 : L'Enlèvement de David Balfour (Kidnapped)
- 1960 : Pollyanna
- 1960 : Les Dix Audacieux (Ten Who Dared)
- 1960 : Les Robinsons des mers du Sud (Swiss Family Robinson)
- 1961 : Monte là-d'ssus (The Absent-Minded Professor)
- 1961 : La Fiancée de papa (The Parent Trap)
- 1961 : Bobby des Greyfriars (Greyfriars Bobby)
- 1961 : Babes in Toyland
- 1962 : Un pilote dans la Lune (Moon Pilot)
- 1962 : Bon Voyage !
- 1962 : Compagnon d'aventure (Big Red)
- 1962 : Presque des anges (Almost Angels)
- 1962 : Les Enfants du capitaine Grant (In Search of the Castaways)
- 1963 : Après lui, le déluge (Son of Flubber). Suite de Monte là-d'ssus (1961)
- 1963 : Le Grand Retour (Miracle of the White Stallions)
- 1963 : Sam l'intrépide (Savage Sam). Suite de Fidèle Vagabond (1957).
- 1963 : L'Été magique (Summer magic)
- 1963 : L'Incroyable Randonnée (The Incredible Journey)
- 1963 : Le Justicier aux deux visages (Dr Syn alias the Scarecrow) sorti au Royaume-Uni, film extrait de la série L'Épouvantail (1964) (sortie américaine en 1975)
- 1964 : Les Mésaventures de Merlin Jones (The Misadventures of Merlin Jones)
- 1964 : Les Pas du tigre (A Tiger Walks)
- 1964 : Les Trois Vies de Thomasina (The Three Lives of Thomasina)
- 1964 : La Baie aux émeraudes (The Moon-Spinners)
- 1964 : Mary Poppins
- 1964 : Émile et les Détectives (Emil and the Detectives)
- 1965 : Calloway le trappeur (Those Calloways)
- 1965 : Un neveu studieux (The Monkey's Uncle). Suite des Mésaventures de Merlin Jones (1964).
- 1965 : L'Espion aux pattes de velours (That Darn Cat!)
- 1966 : Quatre Bassets pour un danois (The Ugly Dachshund)
- 1966 : Lieutenant Robinson Crusoé (Lt. Robin Crusoe, U.S.N.)
- 1966 : Le Prince Donegal (The Fighting Prince of Donegal)
- 1966 : Demain des hommes (Follow Me, Boys!)
- 1967 : Rentrez chez vous, les singes ! (Monkeys, Go Home !)
- 1967 : L'Honorable Griffin (The Adventures of Bullwhip Griffin)
- 1967 : La Gnome-mobile (The Gnome-Mobile)
- 1967 : Le Plus Heureux des milliardaires (The Happiest Millionaire)
- 1968 : Le Fantôme de Barbe-Noire (Blackbeard's Ghost)
- 1968 : The One and Only, Genuine, Original Family Band
- 1968 : Frissons garantis (Never a dull moment)
- 1968 : Le Cheval aux sabots d'or (The Horse in the Gray Flannel Suit)
- 1968 : Un amour de Coccinelle (The Love Bug)
- 1969 : Smith !
- 1969 : Un raton nommé Rascal (Rascal)
- 1969 : L'Ordinateur en folie (The Computer Wore Tennis Shoes)
- 1970 : Du vent dans les voiles (The Boatniks)
- 1970 : Le Pays sauvage (The Wild Country)
- 1971 : Un singulier directeur (The Barefoot Executive)
- 1971 : Scandalous John
- 1971 : La Cane aux œufs d'or (Million Dollar Duck)
- 1971 : L'Apprentie sorcière (Bedknobs and Broomsticks)
- 1972 : Les Aventures de Pot-au-Feu (The Biscuit Eater)
- 1972 : Napoléon et Samantha (Napoleon and Samantha)
- 1972 : Pas vu, pas pris (Now You See Him, Now You Don't)
- 1972 : 3 Étoiles, 36 Chandelles (Snowball Express)
- 1973 : Nanou, fils de la Jungle (The World's Greatest Athlete)
- 1973 : Charley et l'Ange (Charley and the Angel)
- 1973 : Un petit Indien (One Little Indian)
- 1973 : Superdad

#### Téléfilms
Cette liste comprend les téléfilms principalement diffusés dans l'émission Le Monde merveilleux de Disney.
- 1961 : The Horsemasters (TV, 2 parties)
- 1962 : Le Prince et le Pauvre (TV, 3 parties)
- 1962 : Escapade in Florence (TV, 2 parties)
- 1962 : Sammy, the Way-Out Seal (TV, 2 parties)
- 1962 : The Magnificent Rebel (TV, 2 parties)
- 1963 : Johnny Shiloh (TV, 2 parties)
- 1963 : L'Affaire du cheval sans tête (The Horse Without a Head, TV, 2 parties)
- 1964 : For the Love of Willadean (TV, 2 parties)
- 1964 : The Tenderfoot (TV, 3 parties)
- 1965 : Kilroy (TV, 4 parties)
- 1966 : The Legend of Young Dick Turpin (TV, 2 parties)
- 1968 : The Treasure of San Bosco Reef (TV, 2 parties)

Voir aussi la Liste des téléfilms produits par les studios Disney.

### Documentaires
Moyens et courts métrages
- 1950 : La Vallée des castors (Beaver Valley), série True-Life Adventures
- 1951 : La Terre, cette inconnue (Nature's Half Acre), série True-Life Adventures
- 1952 : Les Oiseaux aquatiques (Water Birds), série True-Life Adventures
- 1952 : Le Seigneur de la forêt (Olympic Elk), série True-Life Adventures
- 1953 : The Alaskan Eskimo, série People and Places
- 1953 : Au pays des ours (Bear Country), série True-Life Adventures
- 1955 : Men Against the Arctic, série People and Places
- 1957 : The Wetback Hound
- 1958 : Ama Girls, série People and Places
- 1958 : Grand Canyon court métrage documentaire diffusé avec La Belle au bois dormant (1959)
- 1959 : Mystères des profondeurs (Mysteries of the Deep), série True-Life Adventures
- 1959 : Nature's Strangest Creatures, série True-Life Adventures
- 1960 : Islands of the Sea, série True-Life Adventures

Longs métrages
- 1953 : Le Désert vivant (The Living Desert), série True-Life Adventures
- 1953 : Everglades, monde mystérieux (Prowlers of the Everglades), série True-Life Adventures
- 1954 : La Grande Prairie (The Vanishing Prairie), série True-Life Adventures
- 1955 : Lions d'Afrique (The African Lion), série True-Life Adventures
- 1956 : Les Secrets de la vie (Nature's Secrets of Life), série True-Life Adventures
- 1957 : Les Aventures de Perri (The Story of Perri), série True-Life Adventures
- 1958 : Le Désert de l'Arctique ou Le Grand Désert blanc (White Wilderness), série True-Life Adventures
- 1959 : Le Jaguar, seigneur de l'Amazone (Jungle Cat), série True-Life Adventures
- 1961 : Nomades du Nord (Nikki, Wild Dog of the North). Docu-fiction animalier.
- 1962 : La Légende de Lobo (The Legend of Lobo). Docu-fiction animalier.
- 1967 : Charlie, le couguar (Charlie, the Lonesome Cougar). Docu-fiction animalier.
- 1970 : Le Roi des grizzlis (King of the Grizzlies). Docu-fiction animalier.
- 1972 : Cours, couguar, cours (Run, Cougar, Run). Docu-fiction animalier.

### Séries et émissions télévisuelles
- 1950 : One Hour in Wonderland émission spéciale de Noël sur NBC
- 1951 : The Walt Disney Christmas Show émission spéciale de Noël sur NBC
- 1954-1958 : Disneyland sur ABC avec plusieurs séries dont
  - 1954-1955 : Davy Crockett
  - 1957-1958 : The Saga of Andy Burnett
- 1955-1959 : The Mickey Mouse Club sur ABC avec plusieurs séries dont
  - 1955-1957 : The Adventures of Spin and Marty
  - 1956 : Corky and White Shadow
  - 1956-1957 : The Hardy Boys
  - 1958 : Walt Disney Presents: Annette
- 1957-1961 : Zorro sur ABC
- 1958-1961 : Walt Disney Presents sur ABC avec plusieurs séries dont
  - 1958-1960 : Elfego Baca
  - 1958-1961 : Texas John Slaughter
- 1959-1961 : Le Renard des marais sur ABC
- 1961-1969 : Walt Disney's Wonderful World of Color sur NBC
  - 1964 : L'Épouvantail
  - 1965-1967 : Gallegher
- 1969-1979 : The Wonderful World of Disney sur NBC
- 1972-1973 : The Mouse Factory

Voir aussi les listes suivantes
- Liste des séries télévisées produites par les studios Disney
- Liste des épisodes du Monde merveilleux de Disney.

## Analyse

### La notion de «Classique Disney»
Pour plusieurs auteurs, le film Cendrillon permet de confirmer la mise en place d'un formalisme, d'une vision, d'un idéal Disney. Ces éléments partiellement définis avec Blanche-Neige et qui rentrent en résonance avec ceux de Cendrillon permettent d'établir ce que certains nomment la recette Disney ou la « formule Disney ». Elle comprend des bases religieuses, issues du christianisme essentiellement, de folklore traditionnel, avec la reprise des contes, des aspirations politiques, plusieurs valeurs du rêve américain et une partie de magie pour lier l'ensemble. Pour Sébastien Roffat, les quatre longs métrages d'animation du début des années 1950, Cendrillon, Alice au pays des merveilles, Peter Pan et La Belle et le Clochard, permettent à Disney de retrouver son public. Thomas indique que le film Cendrillon comporte le même genre de message réconfortant que Blanche-Neige : le Bien triomphe du Mal. Christopher Finch regroupe les productions des années 1950 à 1970 de la façon suivante : « Au moins cinq des longs métrages d'après-guerre, Cendrillon, La Belle et le Clochard, Les 101 Dalmatiens, Le Livre de la jungle et Les Aristochats, sont excellents, chacun repoussant les limites du divertissement. En les ajoutant aux cinq premiers longs métrages (Cf. Studios Disney de 1937 à 1941.) et aux courts métrages des années 1940 et 1950, cela forme un extraordinaire corpus […] Walt Disney a pris une branche marginale de l'industrie du divertissement et en a fait une contribution majeure à l'histoire du cinéma. » Pour Joe Flower, le succès du studio dans les années 1950 et 1960 est lié au Baby-boom après la Seconde Guerre mondiale, période où les parents, anciens vétérans de la guerre, auraient cherché avidement des loisirs agréables et sûres pour leurs jeunes enfants. Une fois devenu adolescents ou de jeunes adultes dans les années 1970, ces enfants nommés baby-boomers ont eues d'autres aspirations et le succès de Disney s'est émoussé. Les films produits par le studio possèdent des valeurs basées sur les contes traditionnels sans êtes sujets à une mode éphémère ce qui a permis à l'entreprise de presque devenir une machine à billets sans-risque aidée en cela par le système de ressorties régulières de films atemporels. En parallèle, Flower note que les critiques des élites pensantes n'ont pas influencées le succès en salle auprès du public et le studio semblait inatteignable.
Pour Watts, Cendrillon est un exemple du style habituel de Disney, ou « classiques Disney », un conte de fée charmant, des dessins luxuriants, des personnages identifiables, des décors richement imaginés, une histoire riche pleine d'humour et de sentiments et une héroïne sympathique. Michael Barrier considère que Disney a pu se servir de Blanche-Neige comme modèle pour faire Cendrillon. Mais Watts poursuit en indiquant que les films Disney des années 1950 dépeignent souvent une représentation complexe des forces négatives œuvrant contre la famille. Même si plusieurs films d'animation des années ne sont pas empreints de légende et utilisent à la place des chiens se substituant aux humains comme La Belle et le Clochard ou les 101 Dalmatiens. Allan ajoute aussi l'élément récurrent du personnage développant un rapport maternel très fort avec les héros ayant perdu un ou deux parents, tels que la bonne fée-marraine (dans Cendrillon et la Belle au bois dormant) ou la nourrice-tante, variante dépourvue de pouvoir magique (dans Tom Sawyer ou les 101 Dalmatiens). Kurtti indique que la plupart de ces personnages maternels ont pour voix Verna Felton. Un autre trait est l'anthropomorphisme des animaux assistant les personnages principaux, rappelant les œuvres de Beatrix Potter,. John Grant écrit ainsi que Duchesse est un exemple du triomphe répété par les animateurs de Disney, celui de parvenir à donner à un animal de dessin animé beaucoup de traits humains tout en conservant ceux essentiels de l'animal.
Pour Alice au pays des merveilles (1951) l'équipe de Disney agrémente l'histoire de scènes musicales où les personnages chantent. Pour David Koenig, ces ajouts non nécessaires ont été réalisés afin de transformer l'œuvre originale en un film « Disney ». Tim Hollis et Greg Ehrbar rappellent que la musique joue une part importante dans le succès des productions Disney.
Ce que Watts nomme une « Doctrine Disney » est basé sur la protection du cocon familial empreinte de Maccarthysme. Whitley cite Watts et s'accorde avec lui sur le fait que parmi les thèmes de Cendrillon on retrouve, : la survie en milieu hostile, le travail besogneux et la domestication ou l'esclavage familial. Allan évoque aussi le thème de la survie. Cendrillon a réussi à domestiquer la nature avec les oiseaux et les souris. Cela fait écho aux propos de Pinsky sur l'assistance pour les tâches ménagères. Les aspirations politiques sont elles aussi évoquées par Barrier avec une notion de démocratie [à la] Disney. Complétant le thème de la survie en milieu hostile, Haas, Bell et Sells mais aussi Pinsky et Barrier évoquent les dures conditions de Cendrillon, la perte de ses parents et une forme d'esclavage. Toutefois pour Douglas Brode, avec Blanche-Neige, Cendrillon et enfin La Belle au bois dormant, le studio Disney transforme la vieille vision patriarcale des contes de fées en des fables féministes contemporaines.
Haas, Bell et Sells distinguent dans le groupe des films avec une mère absente : Blanche-Neige et les Sept nains, Pinocchio, Cendrillon, Alice aux pays des merveilles, Les Aventures de Bernard et Bianca, Tex, La Petite Sirène, La Belle et la Bête, Aladdin, Graine de star. Elles considèrent un autre groupe de films Disney dans lequel la mère n'est pas absente, mais qu'elle n'est présente que pour encourager ses enfants de manière bénévoles se sacrifiant pour atteindre ce but : La Belle et le Clochard, Fidèle Vagabond, Les 101 Dalmatiens (et son remake), Un vendredi dingue, dingue, dingue (et son remake), Peter et Elliott le dragon...
Withley étudie la présence de la nature chez Disney et considère que Cendrillon reprend les conventions pastorales de Disney, développées dans Blanche-Neige mais s'en éloigne en présentant des animaux capables de coudre ou rembourrer des oreillers. Pour Withley, Cendrillon modifie la forme pastorale en une version domestique, présentant moins d'images de nature sauvage que l'autre film de conte de fées Disney des années 1950, La Belle au bois dormant. Il indique aussi qu'à cette période Disney entame un second thème de base pour ses longs métrages d'animation en plus des contes de fées, l'utilisation des animaux domestiques avec par exemple La Belle et le Clochard (1955), Les 101 Dalmatiens (1961) et Les Aristochats (1970). La nature sauvage présentée dans Bambi est « reléguée » dans les films de la série documentaire True-Life Adventures.
Charles Salomon explique que les contes de fées sont plus faciles à adapter que les œuvres littéraires, ainsi vous mettez un loup, une petite fille, vous faites dire à cette dernière qu'il a de grands yeux et le public accepte le film comme une adaptation du Petit Chaperon rouge. C'est justement avec Alice puis Peter Pan découvre que les critiques et les spectateurs peuvent ne pas accepter certaines largesses avec certaines œuvres littéraires.

### Désengagement de Walt Disney
Dès 1952, l'engagement de Walt Disney sur d'autres projets se fait de plus en plus sentir sur la production des longs métrages.
Courant 1952, Disney avait prévu de sortir La Belle au bois dormant en 1955. La production [en animation] du film ne débute réellement qu'en juillet 1953 et est ponctuée par les annonces de nombreux projets assez prenants pour Walt Disney, désormais peu présent,. L'équipe chargée du projet travaille à développer le scénario jusqu'en 1954 lorsque le projet est suspendu pour deux années en raison de la conception et la construction du parc Disneyland et de la production de plusieurs émissions télévisuelles Disneyland, The Mickey Mouse Club et la série Zorro. En avril 1954, la date de sortie est reportée à février 1957. Et même une fois le parc ouvert en juillet 1955, la société WED Entreprises, chargée de la construction et l'évolution du parc, continue de prélever au studio des employés de talent au point que l'animateur Rolly Crump se souvient que WED Entreprises avait été comparée à une île de cannibales.
Ainsi les animateurs attendent souvent plusieurs semaines avant de rencontrer Walt, Burny Mattinson dit même que conjugué avec la volonté de Disney de tout superviser, cela créait des problèmes. Courant 1953, Wilfred Jackson, Ted Sears et deux scénaristes avaient enregistré les dialogues et entamé l'animation pour une scène pilote d'Aurore et du Prince dansant dans la forêt, mais la scène n'a pas été validée par Disney et l'équipe a dû la reprendre durant plusieurs mois.
Frank Thomas évoque ainsi le manque de conseils et l'impossibilité de savoir ce qu'il allait ou pas apprécier. D'après le scénariste Bill Peet, Walt Disney ne l'a laissé travailler au scénario de La Belle au bois dormant que pendant quelques mois avant de le transférer sur des productions télévisuelles. Il aurait aussi été transféré temporairement sur la publicité du beurre de cacahuètes Peter Pan, durant la production du film Peter Pan (1953) après avoir refusé de refaire une scène, demande émanant de Walt Disney.
La production reprend au début de l'année 1956. Pour ce qui est du scénario, les éléments comiques du film sont centrés autour des trois fées avec l'usage de la magie dans la forêt alors qu'elles essayent de jouer aux femmes normales éduquant la jeune Aurore. La relation entre le Roi Stéphane et le Roi Hubert, père du Prince Philippe est aussi une source de comique. Les éléments de suspense et d'horreur sont fournis par Maléfique, son corbeau domestique et ses sbires. Michael Barrier indique que quand Walt revient sur le projet, il n'est pas satisfait, le budget a explosé au point qu'un système de quota [de production] est installé, les animateurs devant réaliser tant d'éléments par jour : 8 jeunes filles, 32 oiseaux de taille moyenne ou autant d'écureuils. En août 1957, Walt visionne une version finale du travail, mais plusieurs animateurs dont Dick Huemer et Harry Tytle notent que Walt semble fatigué, ne donnant que des commentaires généraux.
La production des 101 Dalmatiens n'est pas mieux, au point que Ken Anderson, directeur artistique sur le film, déclare qu'il a effectué la plupart de son travail quand Walt était absent. Pour Michael Barrier, les 101 Dalmatiens n'ont pas réussi à raviver l'intérêt de Walt pour l'animation, préférant le parc à thème Disneyland et c'est Bill Peet qui comble cette absence en étant le seul scénariste du film, une première sur un long métrage de Disney.

### Films familiaux et comédies animalières des années 1950
Après des débuts dans le cinéma en prises de vues réelles sur des films des années 1940, le début des années 1950 est marqué par plusieurs succès d'abord avec les productions réalisées au Royaume-Uni comme L'Île au trésor (1950) puis avec Vingt Mille Lieues sous les mers (1954) et les deux films tirés de la série télévisée Davy Crockett (1955 et 1956). La production britannique est caractérisée selon Christopher Finch « par son manque de prétention, sa bonne narration et ses histoires d'aventures satisfaisante. » Pour Steven Watts, L'Île au trésor remporte un certain succès et devient le premier d'une série de films apportant un genre rafraîchissant au studio. Watts énumère plusieurs genres parmi les 24 longs métrages sortis entre 1950 et 1961 : les aventures historiques, les drames familiaux auxquels s'ajoutent les films animaliers des True-Life Adventures.
Steven Watts développe sur trois chapitres un thème sur l'idéologie présente dans les productions du studio des années 1950 qu'il associe à la Guerre froide. Les films s'éloignent du stéréotype acidulé de Disney [de l'animation] et se focalisent sur la nature fragile du bien-être intérieur. Les familles présentées depuis Danny, le petit mouton noir sont incomplètes, dures, parfois violentes et cherchant à survivre. Dans La Revanche de Pablito (1955) le beau-père force le jeune enfant de 10 ans à fuir sa famille, dans Sur la piste de l'Oregon (1956) la famille est attaquée par des Indiens hostiles et dans Lueur dans la forêt (1958) un jeune garçon blanc orphelin, car offert en tribut a grandi parmi les Indiens et se retrouve au milieu des tensions avec les Américains. Le Clown et l'Enfant (1960) présente à nouveau un orphelin qui fuit son oncle violent en rejoignant un cirque de passage dans la ville. L'image de la femme dans les films Disney des années 1950 est celle de la vertu domestique triomphant de la difficulté, image complémentaire de celles des films d'animation avec des héroïnes, figures de l'idéal féminin et des méchantes agissant par contraste. Le meilleur portrait selon Steven Watts de l'idéologie familiale de Disney durant la Guerre froide est Hayley Mills qui commence sa carrière chez Disney dans Pollyanna (1960).
La production reste hésitante jusqu'au succès de Fidèle Vagabond (1957), dès lors le studio produit majoritairement des films en prises de vues réelles afin de trouver la profitabilité, reléguant l'animation au second plan. Les productions sont assez bien accueillies jusqu'à l'année suivante. Maltin considère que les critiques autour du film Lueur dans la forêt (1958) marque la première franche opposition des pro- et des anti-Disney. Pour J. P. Telotte, le film Les 101 Dalmatiens (1961) marque le début d'une période faste pour le studio Disney durant toute la décennie des années 1960, égalant les majors du cinéma, avant d'entamer un lent déclin. Plusieurs acteurs vedettes sont engagés par le studio dans les années 1950 et 1960. On peut citer Annette Funicello avec plusieurs films et séries de 1955 à 1965, Tommy Kirk sous contrat exclusif de 1956 à 1965, Dean Jones régulièrement dans des films de 1965 à 1982 et Kurt Russell sous contrat de 1965 à 1975.
Pour Joe Flower, dans les années 1950 et 1960, la marque Walt Disney dévient à l'instar d'autres icônes commerciales américaines telles que McDonald's ou Holiday Inn dans leurs domaines respectifs, l'épithète d'un type particulier de loisirs, d'une expérience agréable, préemballée et indéfiniment reproductible. Flower ajoute que « le public retourne à Disneyland, regarde un film Disney ou achète un disque Disney car il sait qu'il aura un produit bon, propre, avec des valeurs familiales sans sexe, un minimum de violence et une fin heureuse ». On parle de « formule Disney ».

### Nouveaux thèmes des années 1960
Dans les années 1960, d'autres thèmes que l'idéologie domestique sont abordés par le studio. Le studio tourne au maximum de sa capacité, comme l'écrit Steven Watts, et utilise l'ensemble de la culture américaine. Plusieurs productions sont des films de niche comme l'aventure avec Les Enfants du capitaine Grant (1962), les comédies musicales avec Babes in Toyland (1961), les intrigues avec La Baie aux émeraudes (1964), les drames avec Calloway le trappeur (1965) tout en poursuivant la production de films historiques avec Bobby des Greyfriars (1961) et animaliers avec Sam l'intrépide (1965). On peut aussi noter la critique humoristique du monde politique avec Monte là-d'ssus (1961) et sa suite Après lui, le déluge (1963) où certains voient un parallèle entre le professeur Brainard et la carrière de Walt Disney. Les deux films présentent le gouvernement américain comme un ensemble de bouffons mesquins qui sous-estime et harcèle l'inventeur excentrique. Un pilote dans la Lune (1962) présente une variation de ce thème sur les forces militaires, le FBI et les agents secrets américains et britanniques.
Le studio Disney et Walt Disney sont essentiellement reconnus pour les films d'animation. Toutefois, sans l'apport financier des productions en prises de vues réelles (mais aussi télévisuelles), la production d'autres films d'animation ou la réalisation des projets Disneyland et Walt Disney World n'auraient jamais vu le jour. Plusieurs films orientés vers un public adulte sont produits au début des années 1970 comme Du vent dans les voiles (1970) et Le Pays sauvage (1970).